# Cantón de Clermont
El cantón de Clermont es una división administrativa francesa, situada en el departamento de Oise y la región de Picardía.
Su consejero general es André Vantomme, del PS.

## Geografía
Este cantón se organiza alrededor de Clermont, en el distrito de Clermont. Su altitud varía de 34 m (Choisy-la-Victoire) a 163 m (Agnetz), teniendo una altitud media de 87 m.

## Composición
El cantón de Clermont agrupa 24 comunas y cuenta con 28 072 habitantes (según el censo de 1999).
| Comunas                  | hab.  | código postal | código INSEE |
| ------------------------ | ----- | ------------- | ------------ |
| Agnetz                   | 2 637 | 60600         | 60007        |
| Airion                   | 470   | 60600         | 60008        |
| Avrechy                  | 1 060 | 60130         | 60034        |
| Avrigny                  | 320   | 60190         | 60036        |
| Bailleul-le-Soc          | 648   | 60190         | 60040        |
| Blincourt                | 76    | 60190         | 60078        |
| Breuil-le-Sec            | 2 055 | 60840         | 60106        |
| Breuil-le-Vert           | 2 819 | 60600         | 60107        |
| Bulles                   | 885   | 60130         | 60115        |
| Choisy-la-Victoire       | 220   | 60190         | 60152        |
| Clermont                 | 9 699 | 60600         | 60157        |
| Épineuse                 | 233   | 60190         | 60210        |
| Erquery                  | 614   | 60600         | 60215        |
| Étouy                    | 772   | 60600         | 60225        |
| Fitz-James               | 2 421 | 60600         | 60234        |
| Fouilleuse               | 77    | 60190         | 60247        |
| Lamécourt                | 202   | 60600         | 60345        |
| Litz                     | 325   | 60510         | 60366        |
| Maimbeville              | 310   | 60600         | 60375        |
| La Neuville-en-Hez       | 904   | 60510         | 60454        |
| Rémécourt                | 78    | 60600         | 60529        |
| Rémérangles              | 224   | 60510         | 60530        |
| La Rue-Saint-Pierre      | 688   | 60510         | 60559        |
| Saint-Aubin-sous-Erquery | 335   | 60600         | 60568        |

## Demografía
| 19,437 | 21,040 | 22,468 | 24,381 | 26,867 | 28,072 |
| Para los censos de 1962 a 1999 la población legal corresponde a la población sin duplicidades (Fuente: INSEE [Consultar]) |        |        |        |        |        |